# Stonychophora papua
Stonychophora papua är en insektsart som först beskrevs av Brancsik 1898.  Stonychophora papua ingår i släktet Stonychophora och familjen grottvårtbitare. Inga underarter finns listade i Catalogue of Life.